# سيلفيا أبريل
سيلفيا أبريل (بالإسبانية: Silvia Abril)‏ هي مقدمة تلفزيونية وممثلة إسبانية، ولدت في 10 أبريل 1971 بماتارو في إسبانيا.

## وصلات خارجية
- سيلفيا أبريل على موقع IMDb (الإنجليزية)
- سيلفيا أبريل على موقع ألو سيني (الفرنسية)
- سيلفيا أبريل على موقع أول موفي (الإنجليزية)
- سيلفيا أبريل على موقع قاعدة بيانات الفيلم (الإنجليزية)
- سيلفيا أبريل على موقع كينوبويسك (الروسية)